# Devolver Digital
Koordinaten: 51° 14′ 25,8″ N, 0° 36′ 50,4″ W
GHI Media, LLC, bekannt unter dem Namen Devolver Digital, ist ein US-amerikanischer Computerspiel-Publisher und Film-Distributor, der hauptsächlich durch die Spieleserien Serious Sam und Hotline Miami bekannt geworden ist. Der Schwerpunkt des Unternehmens liegt auf der Veröffentlichung von Spielen aus der sogenannten Indie-Szene für verschiedene Plattformen. Auf dem South by Southwest Film Festival (SXSW Film) 2013 kündigte das Unternehmen zudem an, künftig auch im Filmverleih tätig zu sein.

## Geschichte
Gegründet wurde das Unternehmen mit Sitz in Austin, Texas von Mike Wilson, Harry Miller und Rick Stults, den Gründern der ehemaligen Spielepublisher Gathering of Developers und Gamecock. Der Name Devolver wurde von der Band Devo inspiriert.
Die ersten Veröffentlichungen des Unternehmens waren die HD-Remakes der zwei ersten Teile der Shooter-Reihe Serious Sam, Serious Sam HD: The First Encounter (2009) und Serious Sam HD: The Second Encounter (2010). Nach der Veröffentlichung von Serious Sam 3: BFE (2011) experimentierte Devolver mit der Idee, seinen Fokus auf die Indie-Games Entwicklung zu verschieben. Mit der Serious-Sam-Reihe als Testfeld, entwickelte Devolver Digital gemeinsam mit dem Indie-Entwickler Vlambeer das Spiel Serious Sam: The Random Encounter (2011). Diesen Ansatz führte Devolver Digital seither fort und veröffentlichte in Zusammenarbeit mit dem Entwickler Dennaton Games 2012 den Titel Hotline Miami. Der Titel erntete großes Kritikerlob und war Bestandteil mehrerer Best-of-Listen des Jahres 2012. Bis Februar 2013 wurden über 300.000 Kopien von Hotline Miami verkauft. Hotline Miami wurde im Juni 2013 für Sonys PlayStation 3 und PlayStation Vita veröffentlicht.
Auf dem South by Southwest Film Festival (SXSW Film) 2013 kündigte Devolver Digital einen Filmverwertungs-Zweig namens Devolver Digital Films an, um Macher von Independent-Filmen beim digitalen Vertrieb und bei der Bewerbung ihrer Filme zu unterstützen. Geleitet wird Devolver Digital Films von Mike Wilson und Andie Grace.
Seit dem 4. November 2021 wird Devolver Digital an der Londoner Börse AIM gehandelt.

## Veröffentlichte Spiele
| Jahr | Titel                                  | Entwickler                                                | Plattform(en)                                                                                      |
| ---- | -------------------------------------- | --------------------------------------------------------- | -------------------------------------------------------------------------------------------------- |
| 2009 | Serious Sam HD: The First Encounter    | Croteam                                                   | Microsoft Windows, Xbox 360                                                                        |
| 2010 | Serious Sam HD: The Second Encounter   | Croteam                                                   | Microsoft Windows, Xbox 360                                                                        |
| 2010 | Serious Sam HD: Gold Edition           | Croteam                                                   | Microsoft Windows, Xbox 360                                                                        |
| 2011 | Serious Sam Double D                   | Mommy’s Best Games                                        | Microsoft Windows                                                                                  |
| 2011 | Serious Sam: Kamikaze Attack!          | Be-Rad Entertainment                                      | Microsoft Windows, iOS, Android                                                                    |
| 2011 | Serious Sam: The Random Encounter      | Vlambeer                                                  | Microsoft Windows                                                                                  |
| 2011 | Serious Sam 3: BFE                     | Croteam                                                   | Microsoft Windows, macOS, Linux, Xbox 360, PlayStation 3, Android                                  |
| 2012 | Serious Sam: The Greek Encounter       | Eric Ruth Games                                           | Microsoft Windows                                                                                  |
| 2012 | Hotline Miami                          | Dennaton Games Abstraction Games                          | Microsoft Windows, macOS, Linux, PlayStation 3, PlayStation 4, PlayStation Vita, Android           |
| 2013 | Serious Sam Double D XXL               | Mommy’s Best Games                                        | Microsoft Windows, Xbox 360                                                                        |
| 2013 | Duke Nukem 3D: Megaton Edition         | 3D Realms General Arcade                                  | Microsoft Windows, macOS, Linux, PlayStation 3, PlayStation Vita                                   |
| 2013 | Dungeon Hearts                         | Cube Roots                                                | Microsoft Windows, macOS, Linux, iOS                                                               |
| 2013 | Shadow Warrior Classic Redux           | 3D Realms General Arcade                                  | Microsoft Windows, macOS, Linux                                                                    |
| 2013 | Foul Play                              | Mediatonic                                                | Microsoft Windows, macOS, Linux, Xbox 360, PlayStation 4, PlayStation Vita                         |
| 2013 | Shadow Warrior                         | Flying Wild Hog                                           | Microsoft Windows, macOS, Linux, PlayStation 4, Xbox One                                           |
| 2013 | Viscera Cleanup Detail: Shadow Warrior | RuneStorm                                                 | Microsoft Windows                                                                                  |
| 2013 | Defense Technica                       | Kuno Interactive                                          | Microsoft Windows, macOS                                                                           |
| 2014 | Luftrausers                            | Vlambeer                                                  | Microsoft Windows, macOS, Linux, PlayStation 3, PlayStation Vita, Android                          |
| 2014 | Serious Sam Classics: Revolution       | Croteam Alligator Pit                                     | Microsoft Windows                                                                                  |
| 2014 | Always Sometimes Monsters              | Vagabond Dog                                              | Microsoft Windows, macOS, Linux, PlayStation 4, iOS, Android                                       |
| 2014 | Dungeon Hearts Blitz                   | Tangent                                                   | iOS, Android                                                                                       |
| 2014 | OlliOlli                               | Roll7                                                     | Microsoft Windows, macOS, Linux, Android                                                           |
| 2014 | Gods Will Be Watching                  | Deconstructeam                                            | Microsoft Windows, macOS, Linux, iOS, Android                                                      |
| 2014 | The Expendabros                        | Free Lives                                                | Microsoft Windows, macOS                                                                           |
| 2014 | Hatoful Boyfriend                      | PigeoNation Inc. Mediatonic                               | Microsoft Windows, macOS, Linux, PlayStation 4, PlayStation Vita, iOS, Android                     |
| 2014 | Heavy Bullets                          | Terri Vellmann                                            | Microsoft Windows, macOS, Linux                                                                    |
| 2014 | Sigils of Elohim                       | Croteam                                                   | Microsoft Windows, macOS, Linux, iOS, Android                                                      |
| 2014 | Cosmic DJ                              | GL33k                                                     | Microsoft Windows, macOS, iOS                                                                      |
| 2014 | The Talos Principle                    | Croteam                                                   | Microsoft Windows, macOS, Linux, PlayStation 4, Android, iOS                                       |
| 2014 | Fork Parker's Holiday Profit Hike      | Dodge Roll                                                | Microsoft Windows, macOS                                                                           |
| 2015 | Hotline Miami 2: Wrong Number          | Dennaton Games Abstraction Games                          | Microsoft Windows, macOS, Linux, PlayStation 3, PlayStation 4, PlayStation Vita, Android           |
| 2015 | Titan Souls                            | Acid Nerve                                                | Microsoft Windows, macOS, PlayStation 4, PlayStation Vita, Android                                 |
| 2015 | Not a Hero                             | Roll7                                                     | Microsoft Windows, macOS, Linux, PlayStation 4, Android                                            |
| 2015 | Ronin                                  | Tomasz Wacławek                                           | Microsoft Windows, macOS, Linux, PlayStation 4, PlayStation Vita                                   |
| 2015 | Breach & Clear: Deadline               | Mighty Rabbit Studios Gun Media                           | Microsoft Windows, macOS, Linux                                                                    |
| 2015 | OlliOlli2: Welcome to Olliwood         | Roll7                                                     | Microsoft Windows, macOS, Linux, Android                                                           |
| 2015 | Dropsy                                 | Tendershoot A Jolly Corpse                                | Microsoft Windows, macOS, Linux, iOS, Android                                                      |
| 2015 | A Fistful of Gun                       | FarmerGnome                                               | Microsoft Windows                                                                                  |
| 2015 | Broforce                               | Free Lives                                                | Microsoft Windows, macOS, Linux, PlayStation 4                                                     |
| 2015 | Downwell                               | Moppin                                                    | Microsoft Windows, iOS, Android, PlayStation 4, PlayStation Vita                                   |
| 2015 | Pathologic Classic HD                  | Ice-Pick Lodge General Arcade                             | Microsoft Windows                                                                                  |
| 2015 | Noct                                   | C3SK                                                      | Microsoft Windows, macOS, Linux                                                                    |
| 2015 | Hatoful Boyfriend: Holiday Star        | PigeoNation Inc. Mediatonic                               | Microsoft Windows, macOS, Linux, PlayStation 4, PlayStation Vita                                   |
| 2016 | ♯SelfieTennis                          | VRUnicorns                                                | Microsoft Windows                                                                                  |
| 2016 | Enter the Gungeon                      | Dodge Roll                                                | Microsoft Windows, macOS, Linux, PlayStation 4, Xbox One, Nintendo Switch                          |
| 2016 | OmniBus                                | Buddy Cops, LLC                                           | Microsoft Windows, macOS, Linux                                                                    |
| 2016 | Reigns                                 | Nerial                                                    | Microsoft Windows, macOS, Linux, iOS, Android, Nintendo Switch                                     |
| 2016 | Okhlos                                 | Coffee Powered Machine                                    | Microsoft Windows, macOS, Linux                                                                    |
| 2016 | Mother Russia Bleeds                   | Le Cartel Studio                                          | Microsoft Windows, macOS, Linux, PlayStation 4                                                     |
| 2016 | Shadow Warrior 2                       | Flying Wild Hog                                           | Microsoft Windows, macOS, Linux, PlayStation 4, Xbox One                                           |
| 2017 | Stories Untold                         | No Code                                                   | Microsoft Windows                                                                                  |
| 2017 | Sub Rosa                               | Cryptic Sea                                               | Microsoft Windows, macOS, Linux                                                                    |
| 2017 | Serious Sam VR: The First Encounter    | Croteam                                                   | Microsoft Windows, Linux                                                                           |
| 2017 | Serious Sam VR: The Second Encounter   | Croteam                                                   | Microsoft Windows, Linux                                                                           |
| 2017 | Golf for Workgroups                    | Cryptic Sea                                               | Microsoft Windows, macOS, Linux                                                                    |
| 2017 | Spaceplan                              | Jake Hollands                                             | Microsoft Windows, iOS, Android                                                                    |
| 2017 | Strafe                                 | Pixel Titans                                              | Microsoft Windows, macOS, PlayStation 4                                                            |
| 2017 | Block'hood                             | Plethora Project                                          | Microsoft Windows, macOS, Linux                                                                    |
| 2017 | Serious Sam's Bogus Detour             | Crackshell                                                | Microsoft Windows                                                                                  |
| 2017 | Gorn                                   | Free Lives                                                | Microsoft Windows                                                                                  |
| 2017 | Absolver                               | Sloclap                                                   | Microsoft Windows, macOS, Linux, PlayStation 4, Xbox One                                           |
| 2017 | Serious Sam VR: The Last Hope          | Croteam                                                   | Microsoft Windows                                                                                  |
| 2017 | Ruiner                                 | Reikon Games                                              | Microsoft Windows, macOS, Linux, PlayStation 4, Xbox One                                           |
| 2017 | The Talos Principle VR                 | Croteam                                                   | Microsoft Windows, Linux                                                                           |
| 2017 | Serious Sam 3 VR: BFE                  | Croteam                                                   | Microsoft Windows, Linux                                                                           |
| 2017 | Reigns: Her Majesty                    | Nerial                                                    | Microsoft Windows, macOS, Linux, iOS, Android, Nintendo Switch                                     |
| 2018 | Genital Jousting                       | Free Lives                                                | Microsoft Windows                                                                                  |
| 2018 | The Red Strings Club                   | Deconstructeam                                            | Microsoft Windows, macOS, Linux                                                                    |
| 2018 | Crossing Souls                         | Fourattic                                                 | Microsoft Windows, macOS, Linux, PlayStation 4, PlayStation Vita                                   |
| 2018 | Ape Out                                | Gabe Cuzzillo                                             | Microsoft Windows                                                                                  |
| 2018 | Scum                                   | Gamepires                                                 | Microsoft Windows                                                                                  |
| 2018 | Minit                                  | Kitty Calis Jan Willem Nijman Jukio Kallio Dominik Johann | Microsoft Windows, macOS, Linux, PlayStation 4, Xbox One, Nintendo Switch                          |
| 2018 | The Swords of Ditto                    | Onebitbeyond                                              | Microsoft Windows, PlayStation 4                                                                   |
| 2018 | Pikuniku                               | Sectordub                                                 | Microsoft Windows, Nintendo Switch                                                                 |
| 2018 | I Hate Running Backwards               | Binx Interactive                                          | Microsoft Windows                                                                                  |
| 2018 | Reigns: Game of Thrones                | Nerial                                                    | Microsoft Windows, macOS, Linux, iOS, Android, Nintendo Switch                                     |
| 2018 | GRIS                                   | Nomada Studio                                             | Microsoft Windows, macOS, Nintendo Switch                                                          |
| 2018 | The Messenger                          | Sabotage Studio                                           | Microsoft Windows, Nintendo Switch, PlayStation 4, Xbox One                                        |
| 2019 | My Friend Pedro                        | DeadToast Entertainment                                   | Microsoft Windows, macOS, Linux                                                                    |
| 2020 | Fall Guys: Ultimate Knockout           | Mediatonic                                                | Microsoft Windows, Playstation 4, Playstation 5, Nintendo Switch, Xbox Series                      |
| 2020 | Carrion                                | Phobia Game Studio                                        | Microsoft Windows, macOS, Linux, Nintendo Switch, Xbox One, PlayStation 4                          |
| 2020 | Serious Sam 4                          | Croteam                                                   | Microsoft Windows, PlayStation 5, Xbox Series, Google Stadia                                       |
| 2022 | Serious Sam: Siberian Mayhem           | Timelock Studio, Croteam                                  | PlayStation 5, Windows, Xbox Series X/S                                                            |
| 2022 | Shadow Warrior 3                       | Flying Wild Hog                                           | PlayStation 4, Windows, Xbox One                                                                   |
| 2022 | Tentacular                             | Firepunchd Games                                          | Meta Quest 2, Windows                                                                              |
| 2022 | Weird West                             | WolfEye Studios                                           | Microsoft Windows, PlayStation 4, Xbox One                                                         |
| 2022 | Serious Sam: Tormental                 | Gungrounds                                                | Windows                                                                                            |
| 2022 | Ragnorium                              | Vitali Kirpu                                              | Windows                                                                                            |
| 2022 | Trek to Yomi                           | Flying Wild Hog                                           | PlayStation 4, PlayStation 5, Windows, Xbox One, Xbox Series X/S                                   |
| 2022 | Card Shark                             | Nerial                                                    | Nintendo Switch, Windows                                                                           |
| 2022 | Demon Throttle                         | Doinksoft                                                 | Nintendo Switch                                                                                    |
| 2022 | Cult of the Lamb                       | Massive Monster                                           | Microsoft Windows, macOS, PlayStation 4, PlayStation 5, Nintendo Switch, Xbox One, Xbox Series X/S |
| 2022 | Return to Monkey Island                | Terrible Toybox                                           | Android, iOS, Linux, macOS, Nintendo Switch, PlayStation 5, Windows, Xbox Series X/S               |
| 2022 | McPixel 3                              | Sos Sosowski                                              | Nintendo Switch, PlayStation 4, PlayStation 5, Windows, Xbox One, Xbox Series X/S                  |
| 2023 | Devolver Tumble Time                   | Nopopo                                                    | Android, iOS                                                                                       |
| 2023 | Terra Nil                              | Free Lives                                                | Linux, macOS, Windows                                                                              |
| 2023 | Bleak Sword DX                         | more8bit                                                  | Nintendo Switch, Windows                                                                           |
| 2023 | Sludge Life 2                          | Terri Vellmann, Doseone                                   | Windows                                                                                            |
| 2023 | The Cosmic Wheel Sisterhood            | Deconstructeam                                            | Nintendo Switch, Windows                                                                           |
| 2023 | Gunbrella                              | Doinksoft                                                 | Nintendo Switch, Windows                                                                           |
| 2023 | Wizard with a Gun                      | Galvanic Games                                            | Nintendo Switch, PlayStation 5, Windows, Xbox Series X/S                                           |
| 2023 | The Talos Principle 2                  | Croteam                                                   | PlayStation 5, Windows, Xbox Series X/S                                                            |
| 2023 | Karmazoo                               | Pastagames                                                | Nintendo Switch, PlayStation 5, Windows, Xbox Series X/S                                           |
| 2024 | Reigns: Three Kingdoms                 | Nerial                                                    | Nintendo Switch, Windows                                                                           |
| 2024 | Phantom Abyss                          | Team WIBY                                                 | Windows, Xbox Series X/S                                                                           |
| 2024 | The Plucky Squire                      | All Possible Futures                                      | Nintendo Switch, PlayStation 5, Windows, Xbox Series X/S                                           |
| 2024 | Pepper Grinder                         | Ahr Ech                                                   | Nintendo Switch, Windows, PlayStation 4, PlayStation 5, Xbox One, Xbox Series X/S                  |
| 2024 | Children of the Sun                    | René Rother                                               | Windows                                                                                            |
| 2024 | Anger Foot                             | Free Lives                                                | Linux, macOS, Windows                                                                              |
| 2024 | Sumerian Six                           | Artificer                                                 | Windows                                                                                            |
| 2024 | The Crush House                        | Nerial                                                    | Windows                                                                                            |
| 2024 | Neva                                   | Nomada Studio                                             | macOS, Nintendo Switch, PlayStation 4, PlayStation 5, Windows, Xbox Series X/S                     |
| 2025 | Look Outside                           | Francis Coulombe                                          | Windows                                                                                            |
| 2025 | The Talos Principle: Reawakened        | Croteam                                                   | Windows, PlayStation 5, Xbox Series X/S                                                            |
| 2025 | Gorn 2                                 | Free Lives                                                | Windows, PlayStation 5, Meta Quest 2, Meta Quest 3                                                 |
| 2025 | Baby Steps                             | Gabe Cuzzillo, Maxi Boch, Bennett Foddy                   | macOS, PlayStation 5, Windows                                                                      |
| 2025 | Shotgun Cop Man                        | DeadToast Entertainment                                   | Windows, Switch                                                                                    |
| 2025 | Stick It to the Stickman               | Free Lives                                                | macOS, Windows                                                                                     |
| 2025 | Skate Story                            | Sam Eng                                                   | macOS, Windows                                                                                     |
| 2025 | Possessor(s)                           | Heart Machine                                             | Windows, PlayStation 5                                                                             |
| N.N. | Eitr                                   | Eneme Entertainment                                       | Microsoft Windows, macOS, Linux, PlayStation 4                                                     |
| N.N. | Sometimes Always Monsters              | Vagabond Dog                                              | Microsoft Windows                                                                                  |
| N.N. | Gassy Mob                              | Flee Punk                                                 | iOS, Android                                                                                       |
| N.N. | Paradise Never                         | Kitty Lambda                                              | Microsoft Windows, macOS, Linux                                                                    |
| N.N. | High Hell                              | Terri Vellmann                                            | N.N.                                                                                               |